# Dassault Aviation

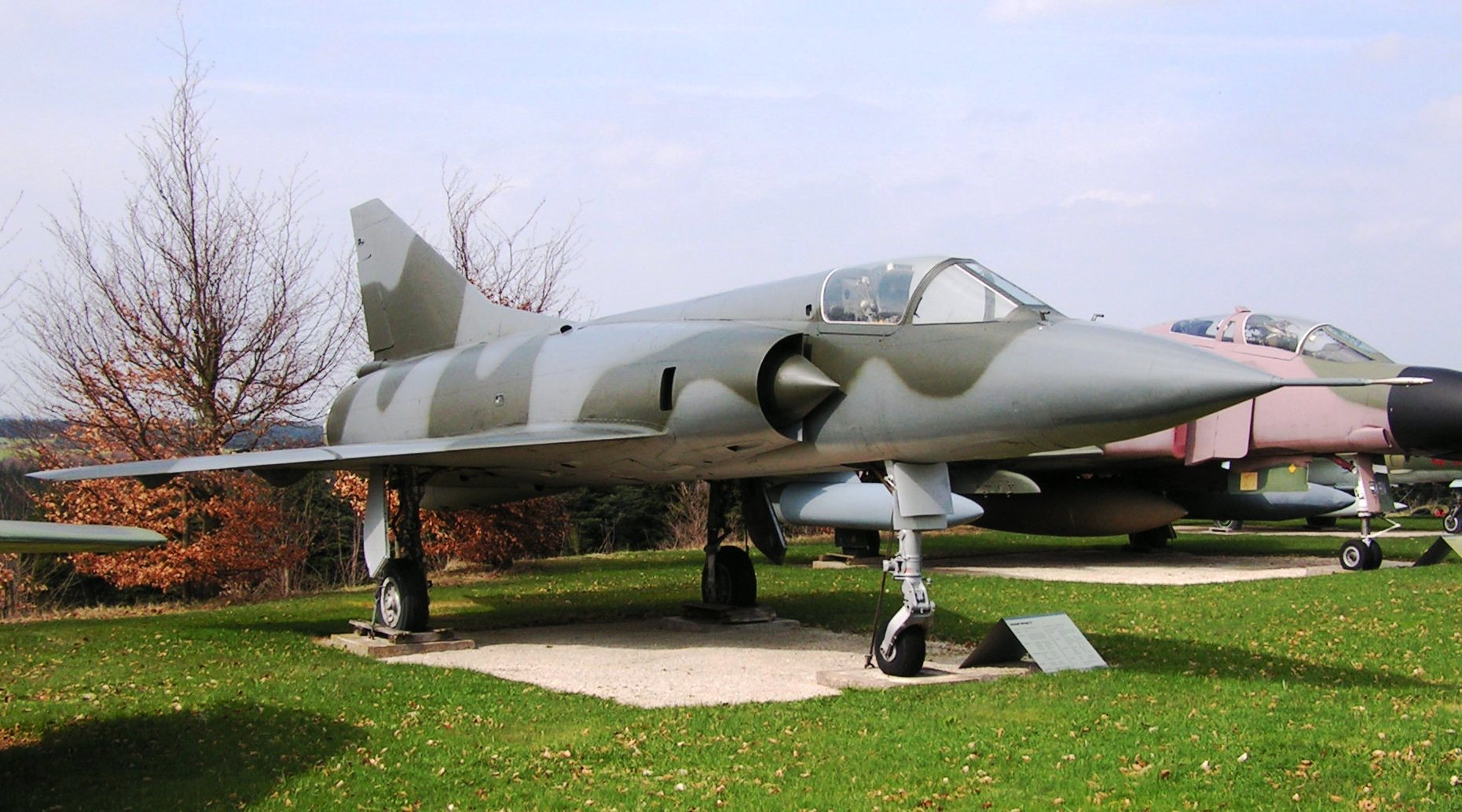
Un Dassault Mirage III.

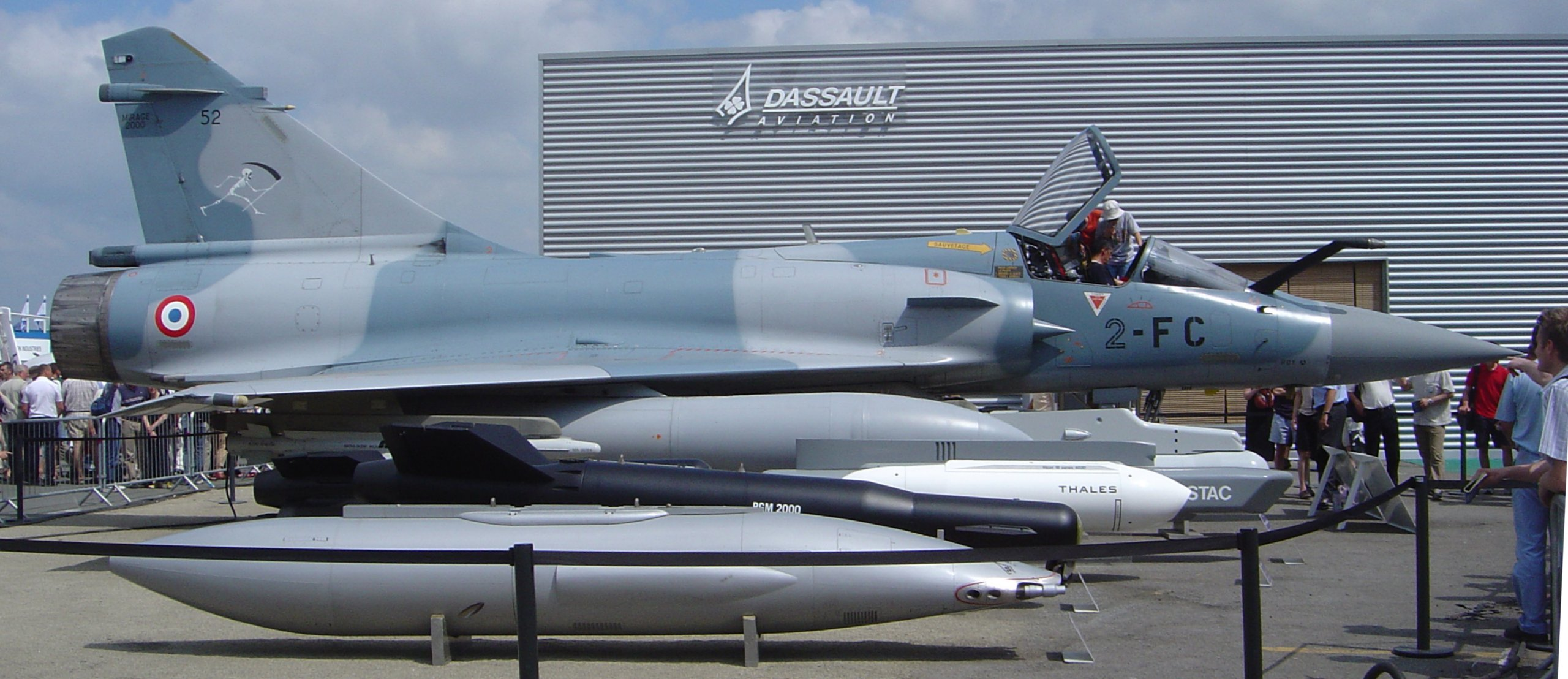
Un Dassault Mirage 2000.

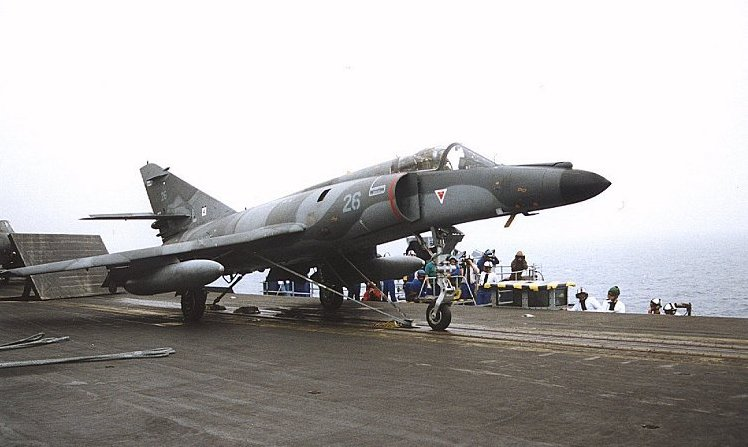
Un Dassault Super-Étendard.

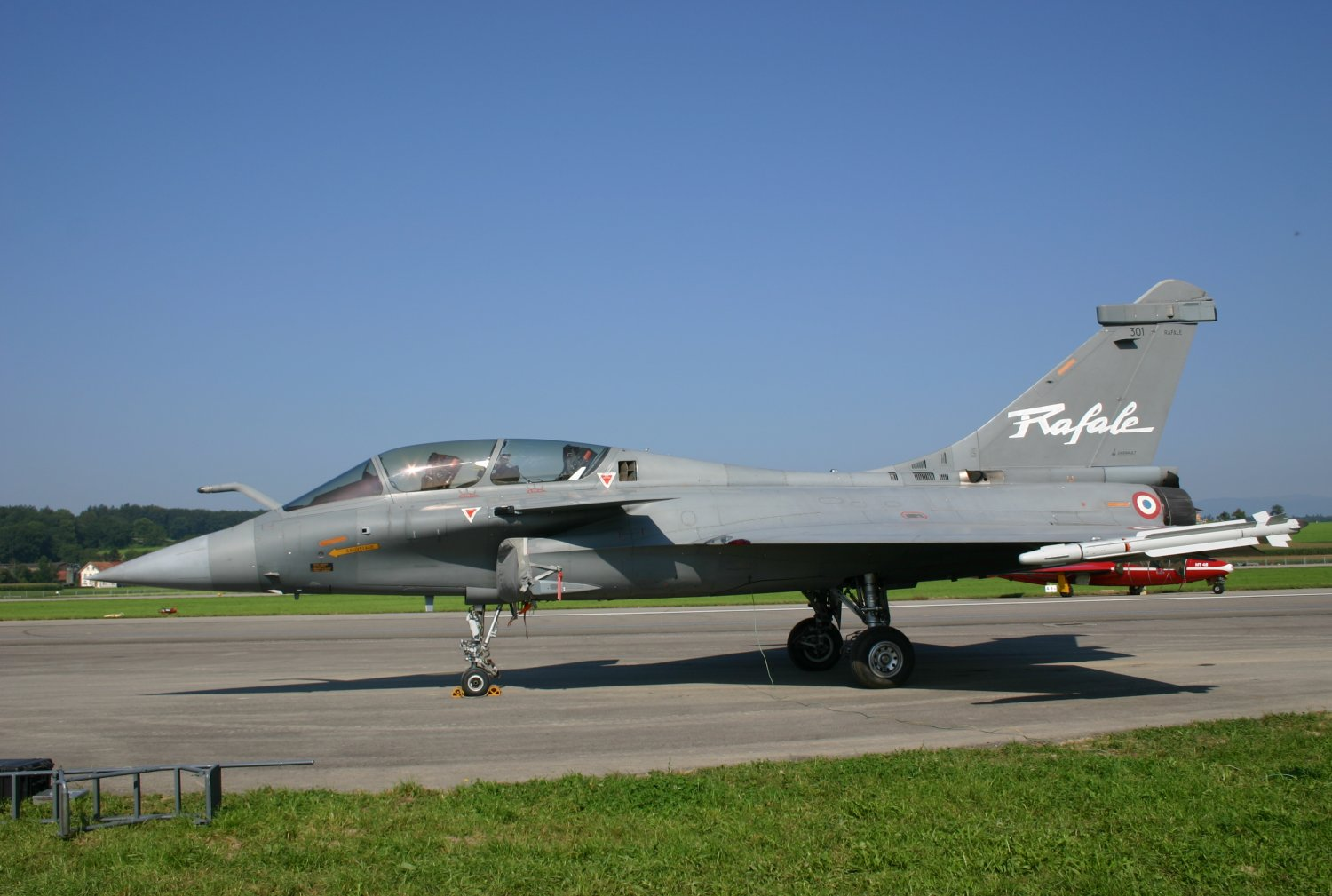
Un Dassault Rafale.

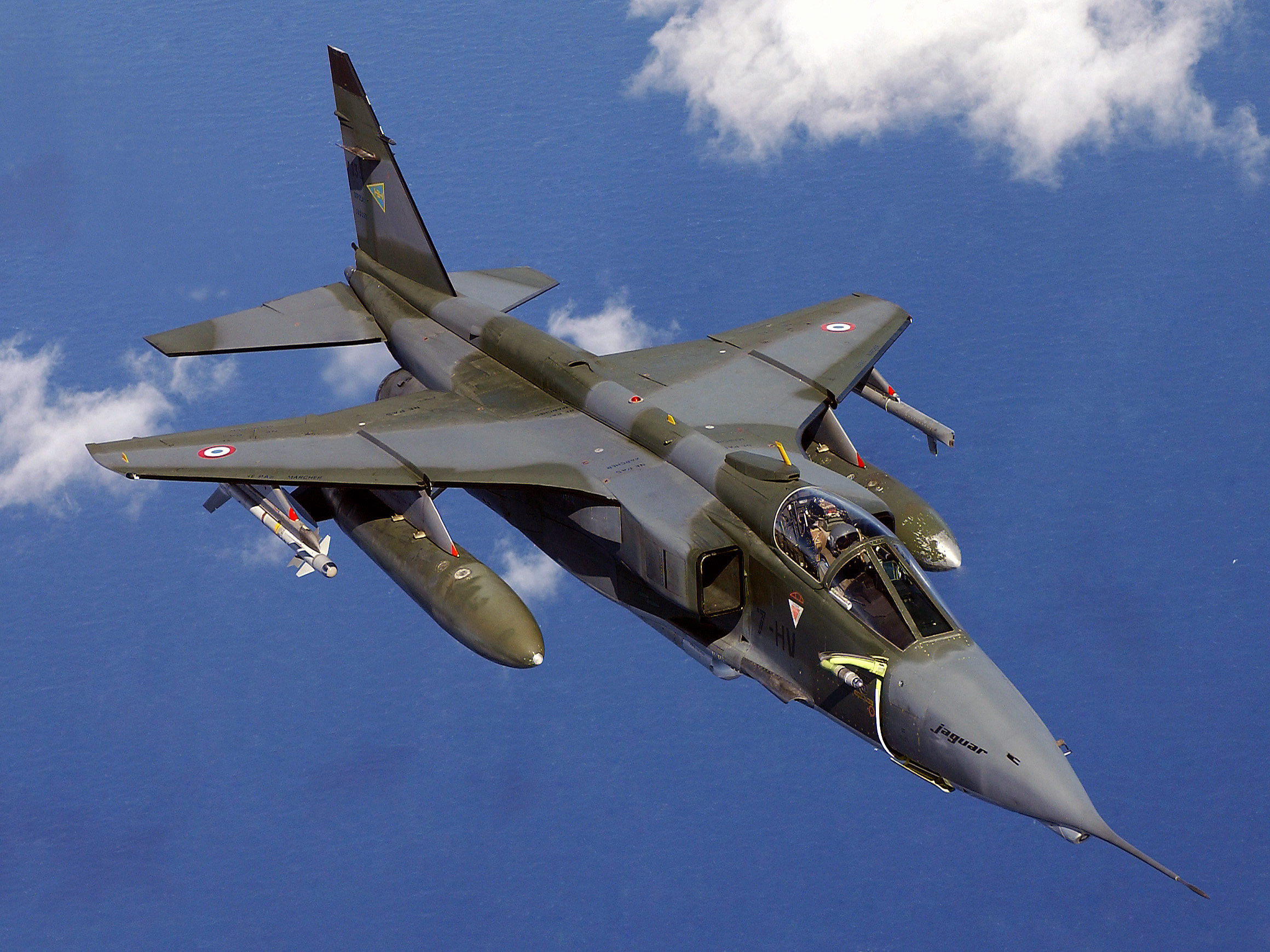
Un SEPECAT Jaguar.

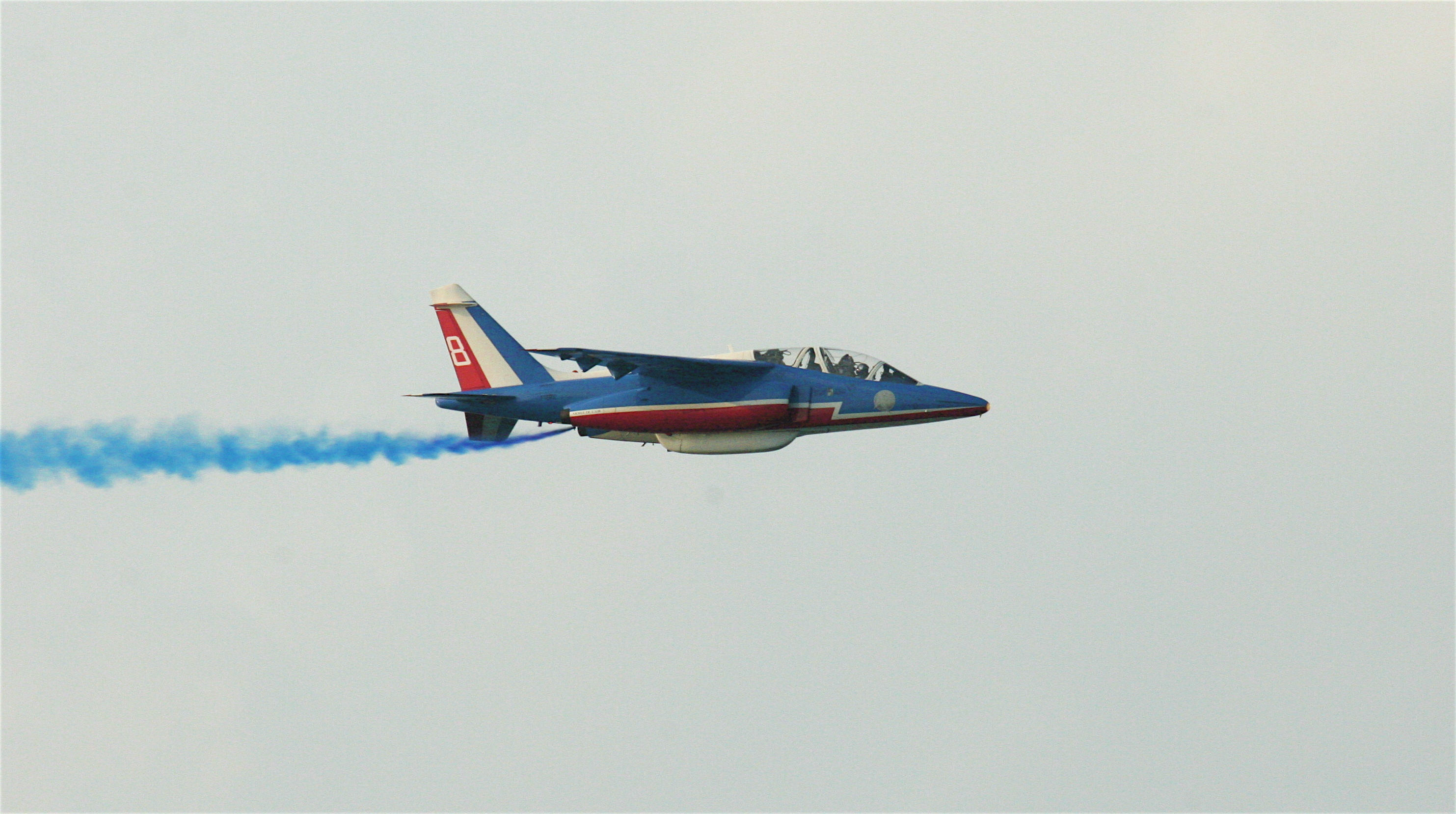
Un Dassault-Dornier Alpha Jet.

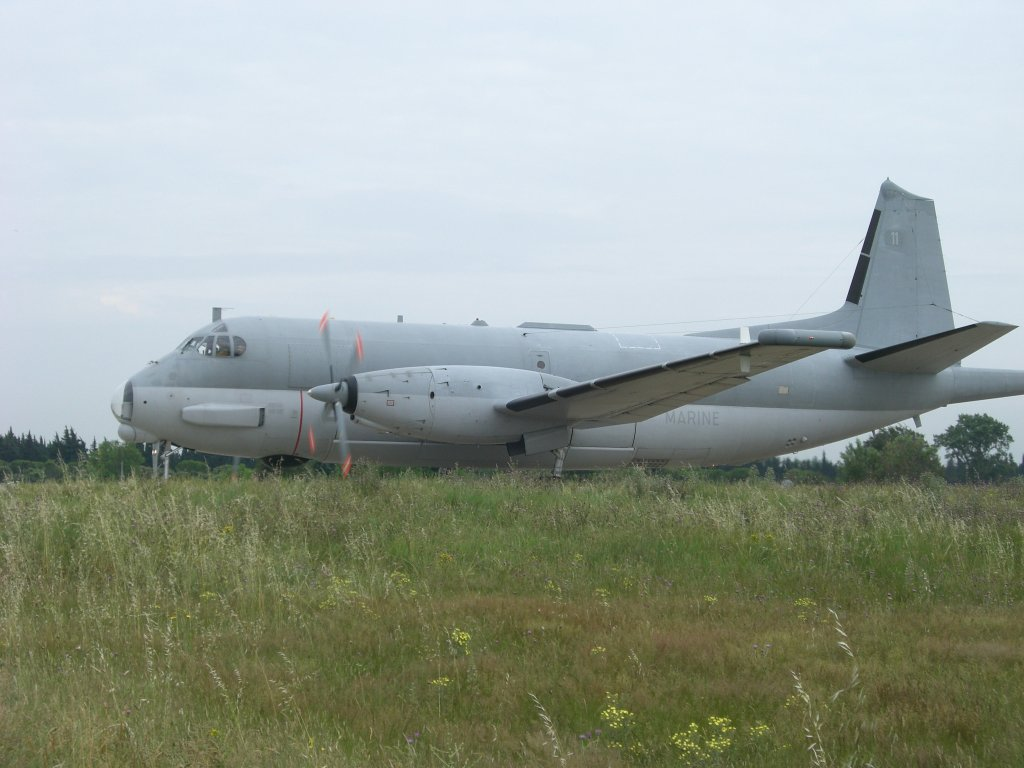
Un Dassault Atlantique 2.

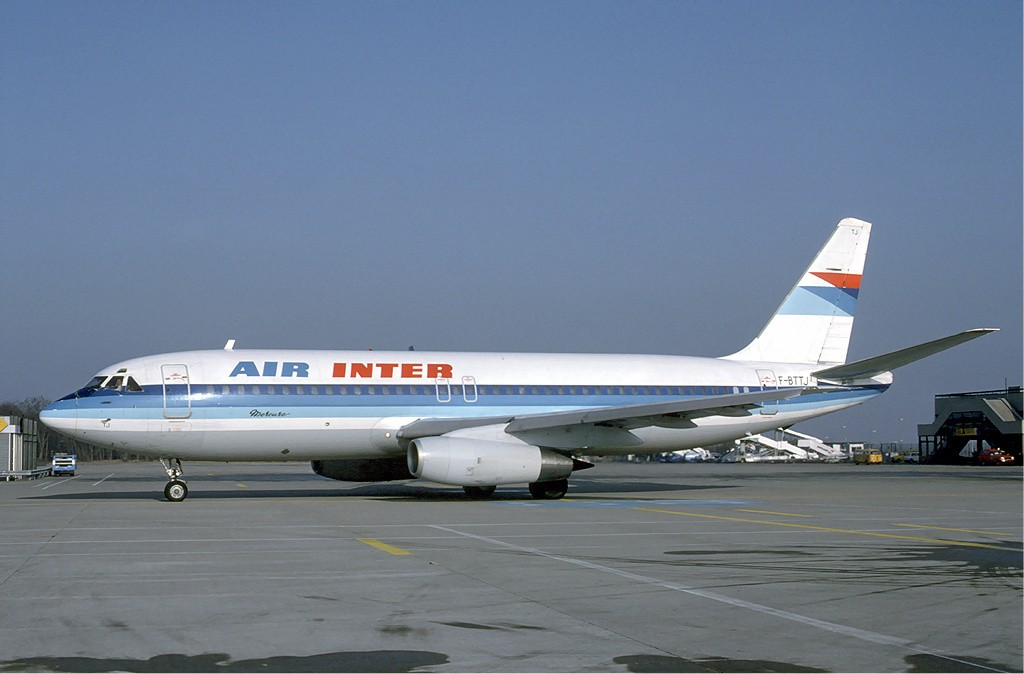
Un Dassault Mercure.

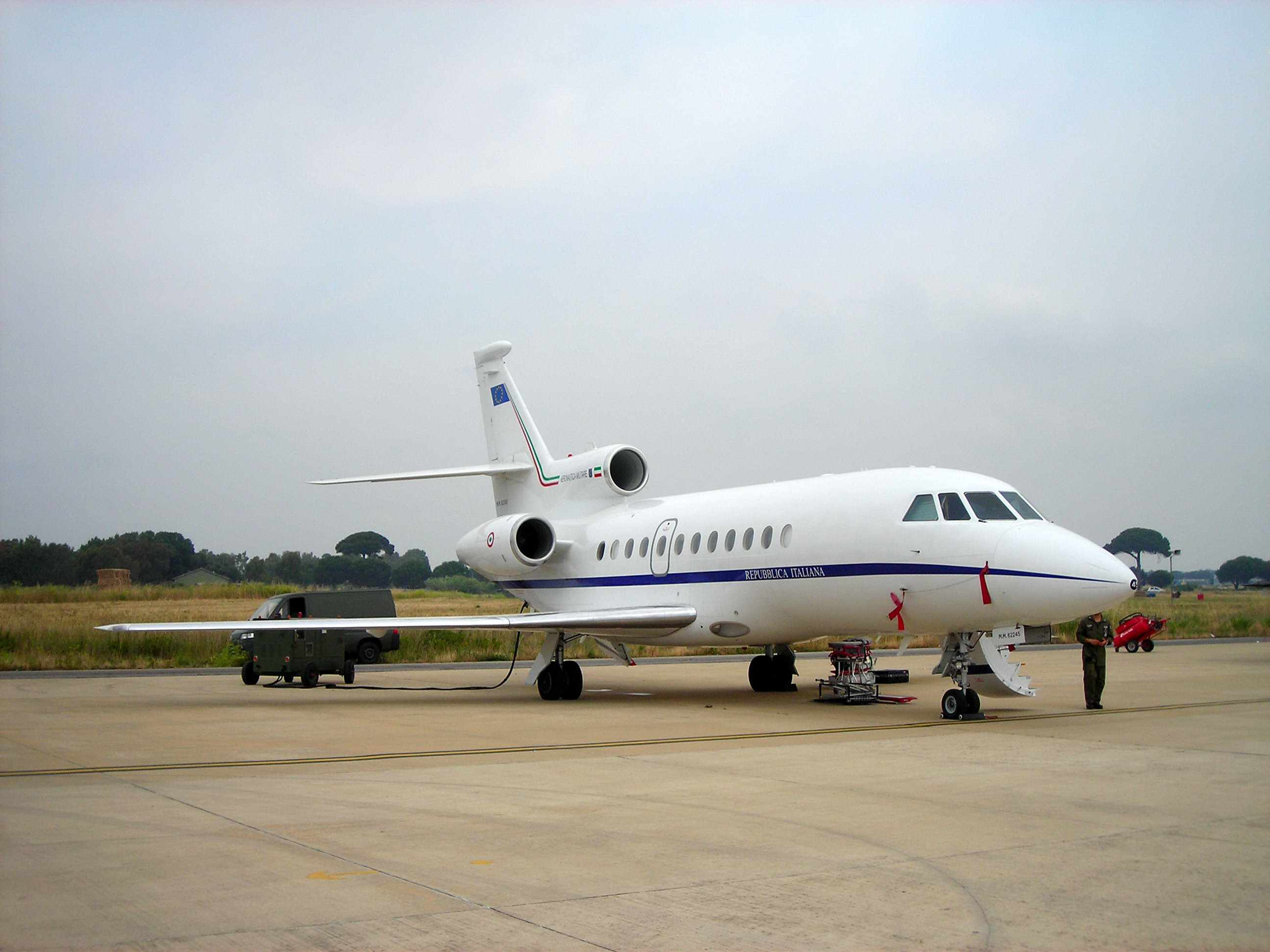
Un Dassault Falcon 900.

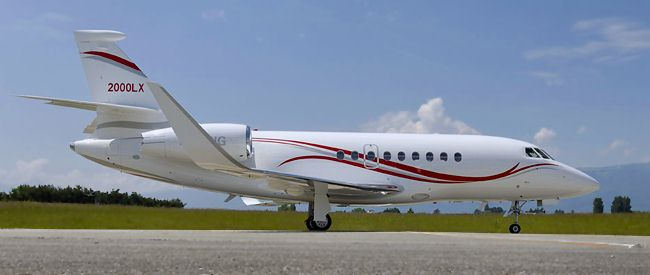
Un Dassault Falcon 2000.

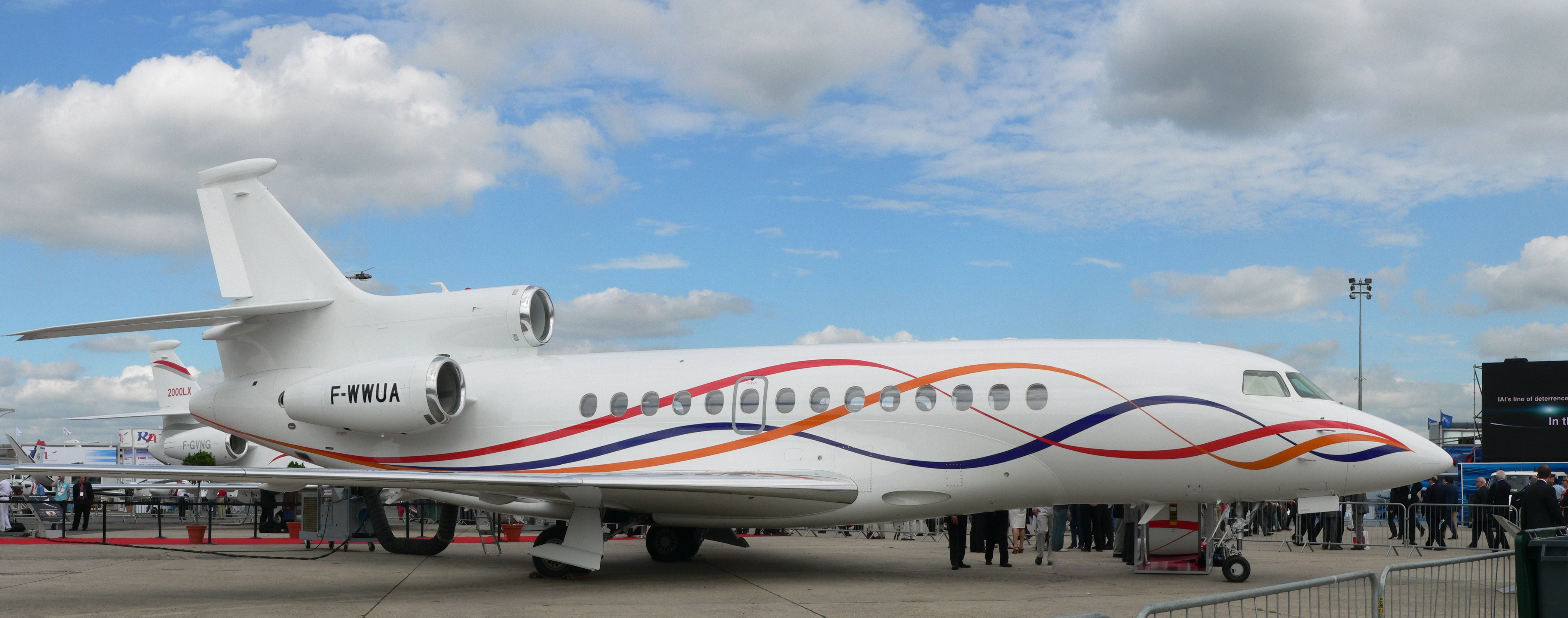
Un Dassault Falcon 7X.

La Dassault Aviation è un'azienda aeronautica francese di progettazione e produzione velivoli. Essa fu fondata nel 1917 da Marcel Bloch (poi Dassault) con la denominazione originaria di Société des avions Marcel Bloch.
Essa costruisce soprattutto aeromobili d'affari (Falcon), ma anche aerei militari. La società è attualmente guidata da Éric Trappier. Nel settore degli aeromobili a reazione high-end, Dassault Aviation occupava una posizione di leader nel 2005 con una quota di mercato del 40%. La statunitense Gulfstream Aerospace e la canadese Bombardier Aerospace sono i suoi principali concorrenti in questo segmento. Al 2017, il settore civile (Falcon) rappresenta più del 60% del fatturato dell'azienda.

## Storia
Nel 1915, Marcel Bloch realizza l'elica Éclair per gli aerei Caudron G.3 e nel 1916 insieme a Henry Potez crea la Société des Hélices Éclair. Nel 1916 è fondata da Henry Potez, Marcel Bloch e Louis Coroller la Société d'études aéronautiques (SEA), che produrrà diversi prototipi e un aereo di serie, il SEA IV. Le due aziende sono liquidate nel 1919, dopo la fine della prima guerra mondiale.

### La Société des avions Bloch
Nel 1929, Marcel Bloch fonda la Société des avions Marcel Bloch. A seguito della nazionalizzazione delle aziende aeronautiche (vedi Fronte Popolare), le officine di Marcel Bloch sono state incorporate nella Société Nationale de Constructions aéronautiques du Sud-Ouest (SNCASO). Per disporre liberamente di un proprio ufficio di studi, Marcel Bloch crea il 12 dicembre 1936 con i suoi mezzi a disposizione la Société anonyme des Avions Marcel Bloch (SAAMB) con l'obiettivo di progettare e costruire prototipi per essere prodotti dalle aziende nazionalizzate. Ma l'indipendenza non durerà. Il 17 febbraio 1937, il Ministero dell'Aria integra l'ufficio nella SNCASO.
Durante la seconda guerra mondiale, Marcel Bloch è arrestato, considerato come pericoloso per la difesa nazionale e la sicurezza pubblica. Gli occupanti cercheranno invano di ottenere la sua collaborazione, egli si rifiuterà basandosi sulla sua salute fragile. Nel frattempo, i dipendenti si incaricano di preservare al massimo gli interessi della Société anonyme des Avions Marcel Bloch (SAAMB). Deportato al campo di concentramento di Buchenwald il 17 agosto 1944, egli rischierà di essere impiccato, per essersi rifiutato di lavorare di nuovo. Saranno dei militanti comunisti a salvargli la vita, sostituendo il suo numero di matricola a quello di un deceduto. Sarà liberato l'11 aprile 1945.
L'industria dell'aviazione francese è malridotta nel 1945, e Marcel Bloch integra nella SAAMB le officine di Saint-Cloud, Boulogne-Billancourt e Talence. Il 10 novembre 1945, gli azionisti si adattano alla sua nuova operazione trasformandola in una società a responsabilità limitata che si chiamerà Société des Avions Marcel Bloch. Egli crea delle filiali per agevolare la gestione della società: il 6 dicembre 1945, l'officina di Saint-Cloud sarà la Société des Moteurs et Hélices Marcel Bloch che diverrà il 12 settembre 1945 Saint-Cloud Avions Marcel Bloch. Allo stesso modo, lo stesso giorno, sono costituite le società Avions Marcel Bloch (a Boulogne-Billancourt) e Talence Avions Marcel Bloch (a Talence).

### Société des Avions Dassault
Marcel Bloch cambia in seguito il suo nome in Marcel Dassault: tale cognome era stato durante la guerra lo pseudonimo di suo fratello Paul, uno dei leader della Resistenza. Anche la Société des Avions Marcel Bloch diventa la Société des Avions Marcel Dassault il 20 dicembre 1947. Il 9 maggio 1949, il consiglio di amministrazione della Société Talence Avions Marcel Dassault ha deciso di istituire una fabbrica sul campo d'aviazione a Mérignac per l'assemblaggio e le prove di volo del Flamant. Ciò è principalmente per evitare una possibile chiusura dello stabilimento Talence, che si trova in città. In effetti, era la volontà del Ministero dell'Aria al momento. Allo stesso tempo, Talence Avions Marcel Dassault diventa Mérignac Avions Marcel Dassault.
Il 22 febbraio 1950, il colonnello Auguste Le Révérend è nominato Amministratore Delegato di tre controllate. Questo risponde alla necessità di Marcel Dassault che intende candidarsi alle elezioni. Egli conserva la direzione tecnica e industriale come un consulente tecnico. Continuando la sua politica di creazione di filiali corrispondenti alla loro posizione geografica, si crea la Société Villaroche base aérienne Marcel Dassault. La sua gestione è affidata ad Auguste le Révérend e la direzione a Pierre Robert. Essa produce componenti per aeromobili, ma soprattutto effettua la messa a punto dei prototipi per conto della Saint-Cloud Avions Marcel Dassault.
Il 27 giugno 1952, il Consiglio di Amministrazione della Société Villaroche base aérienne Marcel Dassault decise di fonderla con Saint-Cloud Avions Marcel Dassault. La Société des Avions Marcel Dassault si specializza. Nel 1953, è creato il Dipartimento Reattori; l'anno seguente, il Dipartimento di Elettronica, che si installa ad Argenteuil. Il 1º gennaio 1956, la Générale Aéronautique Marcel Dassault (GAMD) viene creata dalla riunione delle tre società Mérignac Avions Marcel Dassault, Boulogne Avions Marcel Dassault e Saint-Cloud Avions Marcel Dassault, sotto l'egida di quest'ultima.
Nel 1957, è creato il Dipartimento Missili per lo studio di missili aria-terra e terra-terra. La collaborazione di Sud Aviation con Générale Aéronautique Marcel Dassault (GAMD) avviata in precedenza ha continuato nel 1960 per gli aerei civili (Super-Caravelle, Mercure) e militari (Balzac, Mirage III V, Spirale). Questa operazione viene ripetuta con il Concorde, con la British Aircraft Corporation e Sud Aviation.
Il Dipartimento di Vendite all'estero, che è responsabile per il marketing e la vendita, è stato riorganizzato il 26 aprile 1961, separando le due attività. L'attività elettronica di Dassault si è fortemente sviluppata, è diventata il Centre d'études et de recherches électroniques (CEREL) e si trasferisce a Saint-Cloud. Il 31 marzo 1962, ha cambiato il suo statuto per essere una SARL, Électronique Marcel Dassault, poi, il 28 gennaio 1963, una société anonyme porta lo stesso nome. Nel 1962, un nuovo complesso industriale viene creato ad Argonnex (diventata nel 1971 Argonay).
Nel 1965, Marcel Dassault ha deciso di cambiare la ragione sociale: il nome Générale Aéronautique Marcel Dassault non riflette più l'attività dell'azienda a causa della partenza del Dipartimento di Elettronica. Essa ritorna dunque al suo nome originale: Société des Avions Marcel Dassault (SAMD). Il 27 giugno 1967, la SAMD acquista la Breguet Aviation, che conserva la propria individualità giuridica, tecnica, industriale e commerciale.
Il suo ufficio di studi lavora con la Dassault, ma mantiene la sua omogeneità. Dal 1º aprile 1971, le due società si somigliano, portando ad una fusione. Essa è approvata il 14 dicembre 1971 (con effetto retroattivo dal 1º gennaio 1971). Il nome è anche cambiato in Avions Marcel Dassault-Breguet Aviation (AMD-BA). Infine, la società ha adottato il nome Dassault Aviation il 19 giugno 1990.
Nel 1998, Dassault Électronique (ex Électronique Serge Dassault, ex Électronique Marcel Dassault) è integrata in Thomson-CSF e il gruppo Dassault ne diventa azionista. Nel 2000 Thomson-CSF diventa Thales; nel 2009 Dassault Aviation rileva la azioni di GIM Dassault e Alcatel-Lucent e diventa azionista di Thales all'altezza del 25%.
Evoluzione del nome
- 1916: Société d'études aéronautiques (SEA)
- 1929: Société des Avions Marcel Bloch (SAMB)
- 1936: Société Anonyme des Avions Marcel Bloch (SAAMB)
- 1945: Société des Avions Marcel Bloch (SAMB)
- 1947: Société des Avions Marcel Dassault (SAMD)
- 1956: Générale Aéronautique Marcel Dassault (GAMD)
- 1965: Société des Avions Marcel Dassault (SAMD)
- 1971: Avions Marcel Dassault-Breguet Aviation (AMD-BA)
- 1990: Dassault Aviation

## Gruppo

### Dirigenti
- Marcel Bloch/Dassault : 1928-1950
- Auguste Le Révérend : 1950-1955
- Benno-Claude Vallières : 1955-1986
- Serge Dassault : 1986-2000
- Charles Edelstenne : 2000-2013
- Éric Trappier : dal 2013

### Azionisti
- Groupe Industriel Marcel Dassault (62,17%)
- Airbus SE (9,93%)
- Dassault Aviation (0,46%)
- Altri investitori (27,44%)

### Struttura
Società consolidate
- Dassault International Inc. 100%
- Dassault Falcon Jet Corp. 88% (il rimanente 12% fa capo a Dassault International Inc.)
  -  Dassault Aircraft Services 100%
  -  Dassault Falcon Jet Wilmington Corp. 100%
  -  Aero Precision Inc. 50% (il rimanente 50% fa capo a Messier-Bugatti-Dowty)[1]
  -  Dassault Falcon Jet Leasing 100%
  -  Midway Aircraft Instrument Corporation 100%
  -  Dassault Falcon Jet Do Brasil 100%
- Dassault Procurement Services 100% (assorbita nel corso del 2017 da Dassault Falcon Jet)
- Sogitec Industries 100%
- Dassault Falcon Service 100%
  -  Falcon Training Center 50% (con FlightSafety International Inc.)[2]
- Thales 25%

## Presenza nel mondo
Dassault Aviation
- Parigi (sede sociale)
- Saint-Cloud (stabilimento principale)
- Istres
- Mérignac
- Martignas-sur-Jalle
- Seclin
- Anglet
- Annecy
- Argenteuil
- Biard

Filiali
- Dassault International do Brasil Ltda - Brasilia
- Dassault Falcon Business Services (Beijing) Co. Ltd - Pechino
- Dassault Falcon Service - Le Bourget
- Sogitec Industries - Suresnes
- Dassault Aircraft Services India Pvt. Ltd. - Nuova Delhi
- Aero Precision repair & Overhaul Company Inc. - Deerfield Beach
- Dassault Falcon Jet Corp. - Little Rock
- Dassault Falcon Jet Corp. - Teterboro
- Dassault Falcon Jet Wilmington Corp. - Wilmington
- Dassault Procurement Services - Teterboro
- Midway Aerospace - Monroe

Rete DAS
- Dassault Aircraft Services Sorocaba - Sorocaba
- Dassault Aircraft Services Little Rock - Little Rock
- Dassault Aircraft Services Reno - Reno
- Dassault Aircraft Services Wilmington - Wilmington

## Modelli
- Sono riportate tutte le versioni principali, cronologicamente rispetto all'anno del primo volo.[3]
- MB significa che i velivoli sono stati prodotti dalla Société des Avions Marcel Bloch
- In grassetto i modelli attualmente (al 2018) in produzione

### Militari
Bloch
- Hélice Eclair (1916)
- SEA IV (1918)
- MB 80-81 (1932)
- MB 200 (1933)
- MB 210-211 (1935)
- MB 130-136 (1936)
- MB 150-157 (1937)
- MB 500 (1938)
- MB 170-178 (1939)
- MB 480 (1939)
- MB 700 (1940)
- MB 162 (1940)

Dassault
- MD 311-312-315 Flamant (1947, trasporto)
- MD 450 Ouragan (1949, caccia di prima generazione)
- MD 452 Mystère II (1951, caccia di prima generazione)
  - MD 453 Mystère III
- Mystère IV (1952, caccia di prima generazione)
- MD 550 Mystère Delta (1955, prototipo di caccia)
- Super Mystère (1956, caccia di seconda generazione)
  - Super Mystère B1
  - Super Mystère B2
- Etendard (1956, caccia di seconda generazione)
  - Etendard II
  - Etendard IV
  - Etendard VI
- Mirage III (1956, caccia di seconda generazione)
- MD 415 Communauté (1959, trasporto)
- Mirage IV (1959, bombardiere strategico)
- MD 410 Spirale (1960, trasporto)
- Atlantic (1961, ricognizione e pattugliamento marittimo)
- Balzac V (1962, prototipo di caccia)
- Mirage III T (1964, prototipo di caccia)
- MD 620 Jericho (1965, missile balistico)
- Mirage III V (1965, prototipo di caccia)
- Mirage III F2-F3 (1966, prototipo di caccia)
- Mirage F1 (1966, caccia di terza generazione)
- Mirage 5 (1967, caccia di seconda generazione)
- Mirage G/G4/G8 (1967, prototipo di caccia)
- Jaguar (1968, caccia di terza generazione)
- Milan (1968, prototipo di caccia)
- Alpha Jet (1973, addestramento)
- Super Etendard (1974, caccia di terza generazione)
- Falcon Guardian (1977, ricognizione)
- Mirage 2000 (1978, caccia di quarta generazione)
- Mirage 4000 (1979, prototipo di caccia)
- Mirage 50 (1979, caccia di terza generazione)
- Atlantique 2 (1981, ricognizione e pattugliamento marittimo)
- Rafale (1986, caccia di quarta generazione e mezza)
- AVE (UAV)
  - AVE-D Petit Duc (2000)
  - AVE-C Moyen Duc (2002)
- SlowFast (UAV)
- nEUROn (2012, dimostratore tecnologico UCAV)
- Falcon 900 MPA (pattugliamento marittimo)
- Falcon 2000 MRA/MSA (ricognizione marittima)
- Falcon Epicure (ricognizione e guerra elettronica)
- BAE Systems/Dassault Telemos (APR, programma cancellato)
- FCAS-SCAF (sistema di combattimento aereo del futuro, in sviluppo)
  - MALE RPAS (APR ISTAR, in sviluppo)
  - NGF (caccia di sesta generazione, in sviluppo)

### Civili
Bloch
- MB 60-61 (1930)
- MB 70-71 (1932)
- MB 90-93 (1932)
- MB 120 (1932)
- MB 110 (1933)
- MB 141 (1934)
- MB 300 (1935)
- MB 220-221 (1936)
- MB 160-161 (1937)
- MB 800 (1941)

Dassault
- MD 80 (1950)
- Mystère-Falcon 20-200 (1963)
  - Falcon 200 (1980)
- MD 320 Hirondelle (1968)
- Mystère-Falcon 10-100 (1970)
  - Falcon 100 (1977)
- Mercure (1971)
- Falcon 30-40 (1973)
  - Mystère 30
  - Mystère 40
- Falcon 50 (1976)
- Falcon 900 (1984)
- Falcon 2000 (1993)
- Falcon 7X (2005)
- Falcon 8X (2015)
- Falcon 5X (2017)
- Falcon 6X (2021)

### Spazio
- Microlanceur Aéroporté "MLA"
- Véhicule hypersonique réutilisable aéroporté (Vehra)
- Véhicule suborbital habité - Vehra suborbital habité (VSH)
- Véhicule de Rentrée IXV
- Hermes

## Esportazione

### In Italia
L'Aeronautica Militare e l'Aviazione Navale hanno (o hanno avuto) operativi i seguenti velivoli Dassault:
- 18 Breguet Atlantic: con compiti di pattugliamento marittimo, compiti di SAR (search and rescue) ed attività ESM (electronic support measures), inquadrati nel 41º Stormo, immessi in servizio nel 1972 e dismessi nel 2017.[4]
- 4 Falcon 50: con compiti di trasporto VIP e aeroambulanza, inquadrati nel 31º Stormo e immessi in servizio nel 1985.[5]
- 5 Falcon 900-EX/-Easy: con compiti di trasporto VIP e aeroambulanza e inquadrati nel 31º Stormo.[6]

### Nel mondo
I velivoli militari della Dassault Aviation sono (o sono stati) impiegati dalle forze aeree terrestri e navali francesi e di molti altri paesi:
- Argentina: Dassault Mirage III, Dassault Super-Étendard, Dassault Mirage 5
- Australia: Dassault Mirage III
- Belgio: Dassault-Dornier Alpha Jet, Dassault Mirage III, Dassault Mirage 5
- Brasile: Dassault Mirage III, Dassault Mirage 2000
- Cambogia: Dassault-Dornier Alpha Jet
- Cile: Dassault Mirage III, Dassault Mirage 5, Dassault Mirage 50
- Costa d'Avorio: Dassault-Dornier Alpha Jet
- Colombia: Dassault Mirage 5
- El Salvador: Dassault MD 450 Ouragan
- Emirati Arabi Uniti: Dassault Mirage 2000, Dassault Mirage 5
- Ecuador: Dassault Mirage F1, SEPECAT Jaguar
- Egitto: Dassault-Dornier Alpha Jet, Dassault Mirage 2000, Dassault Mirage 5, Dassault Rafale
- Spagna: Dassault Mirage III, Dassault Mirage F1
- Gabon: Dassault Mirage F1, Dassault Mirage 5
- Germania: Dassault-Dornier Alpha Jet
- Regno Unito: SEPECAT Jaguar
- Grecia: Dassault Mirage F1, Dassault Mirage 2000, Dassault Rafale
- Honduras: Dassault MD 454 Mystère IV
- India: Dassault MD 450 Ouragan, Dassault MD 454 Mystère IV, Dassault Mirage 2000, Dassault Rafale, SEPECAT Jaguar
- Iran: Dassault Mirage F1
- Iraq: Dassault Super-Étendard, Dassault Mirage F1
- Israele: Dassault MD 450 Ouragan, Dassault MD 454 Mystère IV, Dassault MD 454 Mystère IV, Dassault Mirage III
- Giordania: Dassault Mirage F1
- Kuwait: Dassault Mirage F1
- Libia: Dassault Mirage F1, Dassault Mirage 5
- Libano: Dassault Mirage III
- Marocco: Dassault-Dornier Alpha Jet, Dassault Mirage F1
- Nigeria: Dassault-Dornier Alpha Jet, SEPECAT Jaguar
- Oman: SEPECAT Jaguar
- Pakistan: Dassault Mirage III, Dassault Mirage 5
- Perù: Dassault Mirage 2000, Dassault Mirage 5
- Portogallo: Dassault-Dornier Alpha Jet
- Qatar: Dassault-Dornier Alpha Jet, Dassault Mirage F1, Dassault Mirage 2000, Dassault Rafale
- Sudafrica: Dassault Mirage III, Dassault Mirage F1
- Arabia Saudita: Dassault Mirage 5
- Svizzera: Dassault Mirage III
- Thailandia: Dassault-Dornier Alpha Jet
- Togo: Dassault-Dornier Alpha Jet
- Taiwan: Dassault Mirage 2000
- Venezuela: Dassault Mirage 5, Dassault Mirage 50
- Zaire: Dassault Mirage 5